# 黑龙港河
黑龙港河是海河流域的子牙河的右岸支流。干流全长370km。黑龙港河流域地处河北平原东部，流域面积约1.7万km2，人口约700万。

## 干流
上源为老沙河，发源于河北省大名县北部。干流从威县常庄以下称清凉江，在三岔河附近右岸江江河汇入，泊头市文庙老盐河汇入后始称黑龙港河。在静海县注入贾口洼。从贾口洼最终汇入子牙河。

## 流域
黑龙港河流域西为子牙河、滏阳河；东为南运河、卫运河；南接漳卫河系；北部以子牙新河右堤为界。又称黑龙港运东水系。总面积22211.8km2。
广义的黑龙港河流域还包括子牙河、滏阳河以西包括滹沱河的泛区与低洼盐碱地。
历史上黄河、漳河泛滥，导致黑龙港河流域淤积内涝严重。是河北省三大贫困带之一。
1963年海河流域历史最大洪水之后，在“一定要根治海河”运动中，黑龙港河流域经过十年的水利会战，开挖疏浚了9条骨干河道，长度超千公里。
黑龙港河流域可分为三大块：
- 南排河系：南排河干流承接滏东排河、老盐河、清凉江、江江河的来水，总控制流域面积13730km2
  - 南排河总干渠：起自泊头市文庙镇乔官屯的黑龙港干流，1959年开挖东向的入海通道，称为“南排河”。于沧县张官屯乡肖家楼村以倒虹吸工程穿越南运河，至黄骅市赵家堡入海，全长98.0km。
  - 索芦河—老盐河：起自威县常庄乡，在石德铁路以南称索芦河，以北称老盐河，在泊头市文庙镇与清凉江汇合后称黑龙港河，旋即分为黑龙港河本支向东北，南排河向东。全长180.2km。滏东排河在泊头市冯庄闸分出一支连接渠在董敬屯汇入老盐河。
  - 清凉江：上源为东风渠17.6km、老沙河（漳河故道、全长76.0 km）。泊头市文庙镇与清凉江汇合后称黑龙港河，旋即分为黑龙港河本支向东北，南排河向东。全长195.0km
  - 江江河：为清凉江右岸支流。起源于故城县大杏基，至泊头市三岔口村附近汇入清凉江汇流。全长119.0km。
- 北排河系：南运河以西、子牙新河以南、老盐河及南排河以北地区，流域面积1328km2。 
  - 北排河总干渠：是子牙新河的配套工程，紧靠子牙新河右堤外，与新河相并而行。1966年开挖，挖出的土方筑成了子牙新河右堤。起自泊头市冯庄闸承接滏东排河，下穿南运河，在歧口入海，全长161.5 km。设计流量500立方米每秒，5年一遇排涝标准。
  - 黑龙港河本支，上起泊头市文庙镇乔官屯的南排河，在青县四窝头汇入北排河，长34.7 km。
  - 黑龙港河东支（陈圩河）：位于黑龙港河本支以西，在青县木门店镇汇入北排河
  - 黑龙港河中支（朱家河）：位于黑龙港河东支以西，在青县后吴召汇入北排河
  - 黑龙港河西支：位于黑龙港河中支以西，在河间市西化家务汇入北排河
- 运东地区流域：大运河以东，子牙新河以南的河北省流域面积7153.8km2。自南向北的独流入海的河道有：
  - 宣惠河
  - 大浪淀排水渠
  - 石碑河
  - 南大排河
  - 廖家洼排水渠
  - 老石碑河
  - 捷地减河
  - 沧浪渠
  - 北大排河